# Pyramidtal
Pyramidtal är en sorts figurtal som representerar en pyramid med en polygonal bas och ett givet antal triangulära sidor. Termen används oftast för att hänvisa till kvadratpyramidtal, som har en kvadratisk bas med fyra sidor, men det kan också hänvisa till:
- Triangulärt pyramidtal (tre sidor)
- Kvadratpyramidtal (fyra sidor)
- Pentagonalt pyramidtal (fem sidor)
- Hexagonalt pyramidtal (sex sidor)
- Heptagonalt pyramidtal (sju sidor)

liksom alla pyramidtal med högre antal sidor.
De första kvadratpyramidtalen är 0, 1, 5, 14, 30, 55, 91, 140, 204, 285, 385, 506, 650, 819... (talföljd A000330 i OEIS)
Formeln för ett r-gonalt pyramidtal är:
{\displaystyle P_{n}^{r}={\frac {3n^{2}+n^{3}(r-2)-n(r-5)}{6}}}
r ∈ ℕ, r ≥ 3
Denna formel har faktorer till:
{\displaystyle {\begin{aligned}P_{n}^{r}&={\frac {n(n+1)[n(r-2)-(r-5)]}{(2)(3)}}\\&=\left({\frac {n(n+1)}{2}}\right)\left({\frac {n(r-2)-(r-5)}{3}}\right)\\&=T_{n}\ \left({\frac {n(r-2)-(r-5)}{3}}\right)\\\end{aligned}}}